# Марія Романюк
Марія Романюк (15 серпня 1996) — естонська плавчиня. Учасниця Олімпійських Ігор 2016 року.